# 토라 보르가르효르트

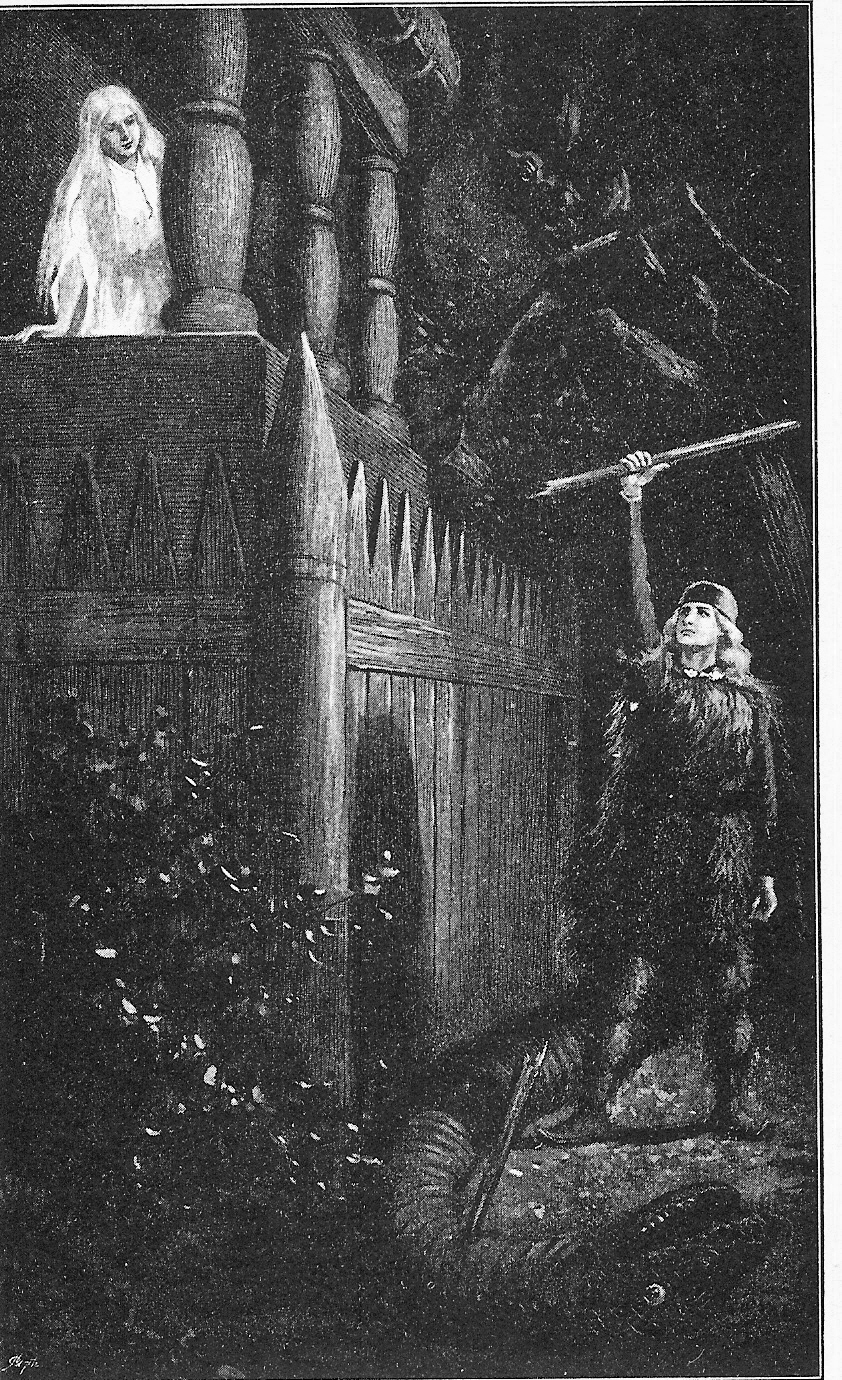
토라 보르가르효르트

토라 보르가르효르트(고대 노르드어: Þóra Borgarhjǫrtr)는 노르드 신화에 나오는 인물이다. 라그나르 로드브로크의 두 번째 아내이며 예탈란드 야를 헤라우드의 딸이다.
토라는 베스테르예탈란드의 내실에 살았다. 아버지 헤라우드는 토라에게 작은 린트부름을 애완동물로 주었는데 린트부름이 너무 커져서 내실을 통째로 휘감을 지경이 되었고 토라는 그 안에 갇혀 버렸다. 헤라우드는 누구든 린트부름을 퇴치하는 남자와 토라를 결혼시키겠다고 약속했다.
첫 번째 부인 라드게르타와 이혼한 뒤였던 라그나르는 토라를 아내로 맞이하고 싶어서 토라의 내실로 찾아갔다. 이때 라그나르는 타르와 모래를 먹인 반바지를 입어 린트부름의 사독으로부터 다리를 보호했다. 이로 인해 라그나르는 "털반바지"라는 뜻의 "로드브로크"를 이명으로 얻게 되었다. 라그나르는 창을 들고 린트부름에게 다가갔다. 린트부름이 독을 뱉었지만 라그나르의 방패나 바지를 뚫지 못했고, 라그나르는 린트부름의 심장을 창으로 꿰뚫어 죽인 뒤 그 머리통을 갈랐다. 이로써 라그나르는 토라와 결혼했다.
라그나르의 아들들의 사트르에 따르면 토라와 라그나르의 사이에는 에이리크(Eiríkr)와 아그나르(Agnarr) 두 아들이 태어났다.
그 뒤 토라는 병들어 죽고, 에이리크와 아그나르는 라그나르가 동쪽으로 원정을 나간 사이 대행왕으로 임명한 에위스테인 벨리에게 반역했다가 죽었다.
라그나르는 이후 세번째 부인으로 시구르드와 브륀힐드의 딸인 아슬라우그를 맞이했다.